# Tipula saccai
Tipula saccai är en tvåvingeart som beskrevs av Mannheims 1950. Tipula saccai ingår i släktet Tipula och familjen storharkrankar. Inga underarter finns listade i Catalogue of Life.